# Gran Premio del Belgio 2007
Il Gran Premio del Belgio 2007 è stata la quattordicesima prova del campionato mondiale di Formula 1 2007 e ha visto trionfare le due Ferrari di Räikkönen e Massa. La McLaren è stata squalificata dal Campionato Costruttori per le vicende della "Spy-Story", e ha laureato le rosse di Maranello campione del mondo squadre, costruttori e motori.

## Qualifiche

### Risultati
| Pos. | Nome                 | Scuderia           | Q 1      | Q 2      | Q 3      | Griglia |
| ---- | -------------------- | ------------------ | -------- | -------- | -------- | ------- |
| 1    | Kimi Räikkönen       | Ferrari            | 1:46.242 | 1:45.070 | 1:45.994 | 1       |
| 2    | Felipe Massa         | Ferrari            | 1:46.060 | 1:45.173 | 1:46.011 | 2       |
| 3    | Fernando Alonso      | McLaren-Mercedes   | 1:46.058 | 1:45.442 | 1:46.091 | 3       |
| 4    | Lewis Hamilton       | McLaren-Mercedes   | 1:46.437 | 1:45.132 | 1:46.406 | 4       |
| 5    | Robert Kubica        | BMW Sauber         | 1:46.707 | 1:45.885 | 1:46.996 | 14      |
| 6    | Nico Rosberg         | Williams-Toyota    | 1:46.950 | 1:46.469 | 1:47.334 | 5       |
| 7    | Nick Heidfeld        | BMW Sauber         | 1:46.923 | 1:45.994 | 1:47.409 | 6       |
| 8    | Mark Webber          | Red Bull-Renault   | 1:47.084 | 1:46.426 | 1:47.524 | 7       |
| 9    | Jarno Trulli         | Toyota             | 1:47.143 | 1:46.480 | 1:47.798 | 8       |
| 10   | Heikki Kovalainen    | Renault            | 1:46.971 | 1:46.240 | 1:48.505 | 9       |
| 11   | Giancarlo Fisichella | Renault            | 1:47.143 | 1:46.603 |          | 22      |
| 12   | Ralf Schumacher      | Toyota             | 1:47.300 | 1:46.618 |          | 10      |
| 13   | David Coulthard      | Red Bull-Renault   | 1:47.340 | 1:46.800 |          | 11      |
| 14   | Jenson Button        | Honda              | 1:47.474 | 1:46.955 |          | 12      |
| 15   | Vitantonio Liuzzi    | Toro Rosso-Ferrari | 1:47.576 | 1:47.115 |          | 13      |
| 16   | Alexander Wurz       | Williams-Toyota    | 1:47.522 | 1:47.394 |          | 15      |
| 17   | Sebastian Vettel     | Toro Rosso-Ferrari | 1:47.581 |          |          | 16      |
| 18   | Rubens Barrichello   | Honda              | 1:47.954 |          |          | 17      |
| 19   | Takuma Satō          | Super Aguri-Honda  | 1:47.980 |          |          | 18      |
| 20   | Adrian Sutil         | Spyker-Ferrari     | 1:48.044 |          |          | 19      |
| 21   | Anthony Davidson     | Super Aguri-Honda  | 1:48.199 |          |          | 20      |
| 22   | Sakon Yamamoto       | Spyker-Ferrari     | 1:49.557 |          |          | 21      |

## Gara
Al via Raikkonen mantiene la testa del Gran Premio davanti a Massa e Alonso, con lo spagnolo che percorre ruota a ruota la Eau Rouge con il compagno rivale Hamilton, mantenendo la terza posizione dietro alla due Ferrari. Dietro i primi quattro si accodano Rosberg, Webber, Kovalainen ed Heidfeld.
Raikkonen controlla la gara senza particolari problemi e dopo 7 giri conta su un vantaggio di 3 secondi su Massa, 6 su Alonso e 8 su Hamilton. Il finlandese e lo spagnolo sono i primi dei piloti di testa a fermarsi al giro 15, seguiti nella tornata successiva dai rispettivi compagni di squadra. Le posizioni di testa rimangono invariate e dopo la seconda sosta le Ferrari allungano decisamente sulle McLaren, con il finlandese che a metà gara gestisce 5 secondi di vantaggio su Massa e oltre 20 sulle due McLaren.
A 13 tornate dalla fine Raikkonen inaugura il secondo giro dei pit-stop, ma anche in questa occasione le posizioni rimangono invariate e il finlandese va a cogliere una vittoria dominante, che gli permette di recuperare 5 punti nei confronti di Hamilton. Alonso rosicchia 1 punto e si porta a solo due lunghezze dall'inglese, mentre Raikkonen si porta così a 13 punti dal leader e 11 dall'inglese a 3 gare dalla fine. Massa deve invece dire addio alle speranze iridate, trovandosi ora a 20 lunghezze dal leader.

### Risultati
| Pos | Nº | Piloti               | Costruttore        | Giri | Tempo/media                | Griglia | Punti |
| --- | -- | -------------------- | ------------------ | ---- | -------------------------- | ------- | ----- |
| 1   | 6  | Kimi Räikkönen       | Ferrari            | 44   | 1:20:39:066 - 229.174 km/h | 1       | 10    |
| 2   | 5  | Felipe Massa         | Ferrari            | 44   | +4.695                     | 2       | 8     |
| 3   | 1  | Fernando Alonso      | McLaren-Mercedes   | 44   | +14.343                    | 3       | 6     |
| 4   | 2  | Lewis Hamilton       | McLaren-Mercedes   | 44   | +23.615                    | 4       | 5     |
| 5   | 9  | Nick Heidfeld        | BMW Sauber         | 44   | +51.879                    | 6       | 4     |
| 6   | 16 | Nico Rosberg         | Williams-Toyota    | 44   | +1:16.876                  | 5       | 3     |
| 7   | 15 | Mark Webber          | Red Bull-Renault   | 44   | +1:20.639                  | 7       | 2     |
| 8   | 4  | Heikki Kovalainen    | Renault            | 44   | +1:25.106                  | 9       | 1     |
| 9   | 10 | Robert Kubica        | BMW Sauber         | 44   | +1:25.661                  | 14      |       |
| 10  | 11 | Ralf Schumacher      | Toyota             | 44   | +1:28.574                  | 10      |       |
| 11  | 12 | Jarno Trulli         | Toyota             | 44   | +1:43.653                  | 8       |       |
| 12  | 18 | Vitantonio Liuzzi    | Toro Rosso-Ferrari | 43   | + 1 giro                   | 13      |       |
| 13  | 8  | Rubens Barrichello   | Honda              | 43   | + 1 giro                   | 17      |       |
| 14  | 20 | Adrian Sutil         | Spyker-Ferrari     | 43   | + 1 giro                   | 19      |       |
| 15  | 22 | Takuma Satō          | Super Aguri-Honda  | 43   | + 1 giro                   | 18      |       |
| 16  | 23 | Anthony Davidson     | Super Aguri-Honda  | 43   | + 1 giro                   | 20      |       |
| 17  | 21 | Sakon Yamamoto       | Spyker-Ferrari     | 43   | + 1 giro                   | 21      |       |
| Rit | 7  | Jenson Button        | Honda              | 36   | Idraulica                  | 12      |       |
| Rit | 17 | Alexander Wurz       | Williams-Toyota    | 34   | Pressione carburante       | 15      |       |
| Rit | 14 | David Coulthard      | Red Bull-Renault   | 29   | Idraulica                  | 11      |       |
| Rit | 19 | Sebastian Vettel     | Toro Rosso-Ferrari | 8    | Sterzo                     | 16      |       |
| Rit | 3  | Giancarlo Fisichella | Renault            | 1    | Sospensione                | 22      |       |

## Classifiche

### Piloti
| Pos. | Pilota               | Punti |
| ---- | -------------------- | ----- |
| 01   | Lewis Hamilton       | 97    |
| 02   | Fernando Alonso      | 95    |
| 03   | Kimi Räikkönen       | 84    |
| 04   | Felipe Massa         | 77    |
| 05   | Nick Heidfeld        | 56    |
| 06   | Robert Kubica        | 33    |
| 07   | Heikki Kovalainen    | 22    |
| 08   | Giancarlo Fisichella | 17    |
| 09   | Nico Rosberg         | 15    |
| 10   | Alexander Wurz       | 13    |
| 11   | Mark Webber          | 10    |
| 12   | David Coulthard      | 8     |
| 13   | Jarno Trulli         | 7     |
| 14   | Ralf Schumacher      | 5     |
| 15   | Takuma Satō          | 4     |
| 16   | Jenson Button        | 2     |
| 17   | Sebastian Vettel     | 1     |

### Costruttori
| Pos. | Team              | Punti |
| ---- | ----------------- | ----- |
| 01   | Ferrari           | 161   |
| 02   | BMW Sauber        | 90    |
| 03   | Renault           | 39    |
| 04   | Williams-Toyota   | 28    |
| 05   | Red Bull-Renault  | 18    |
| 06   | Toyota            | 12    |
| 07   | Super Aguri-Honda | 4     |
| 08   | Honda             | 2     |